# Cantonul Grand-Bourg
Cantonul Grand-Bourg este un canton din arondismentul Pointe-à-Pitre, Guadelupa, Franța.

## Comune
- Grand-Bourg : 5.893 locuitori